# نیو کاسل (کنتاکی)
نیو کاسل (به انگلیسی: New Castle) شهری در ایالت کنتاکی کشور ایالات متحده آمریکا است که جمعیت آن در سرشماری سال ۲۰۱۰ میلادی، ۹۱۲ نفر بوده‌است.